# ميغيل غارسيا (راكب الكنو)
ميغيل غارسيا (بالإسبانية: Miguel García Fernández)‏ هو راكب الكنو إسباني، ولد في 6 فبراير 1973 في Luanco ‏ في إسبانيا.

## وصلات خارجية
- ميغيل غارسيا على موقع اللجنة الأولمبية الدولية (الإنجليزية)
- ميغيل غارسيا على موقع أوليمبيديا (الإنجليزية)
- ميغيل غارسيا على موقع اللجنة الأولمبية الإسبانية (الإسبانية)